# درو طال
درو طال (بالعبرية: דרור טולידאנו‏) هو مصور وفنان إسرائيلي، ولد في 7 أكتوبر 1957 في حيفا في إسرائيل.

## معرض صور

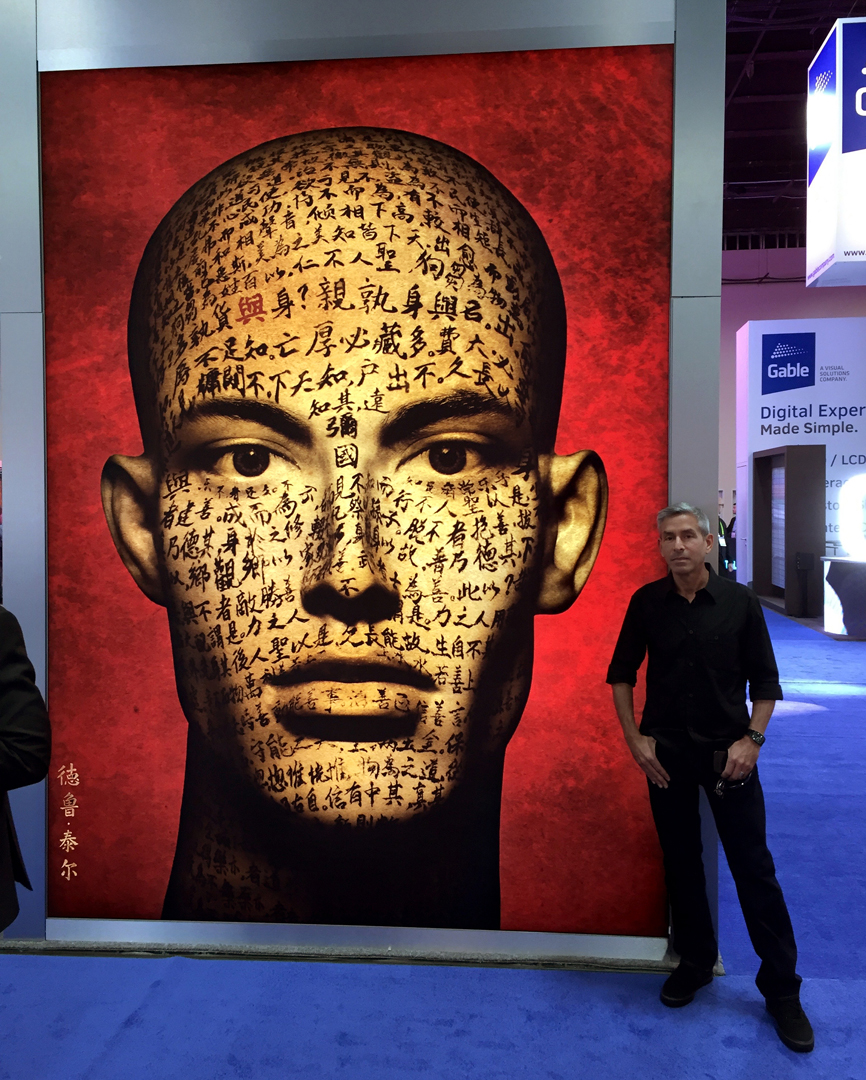
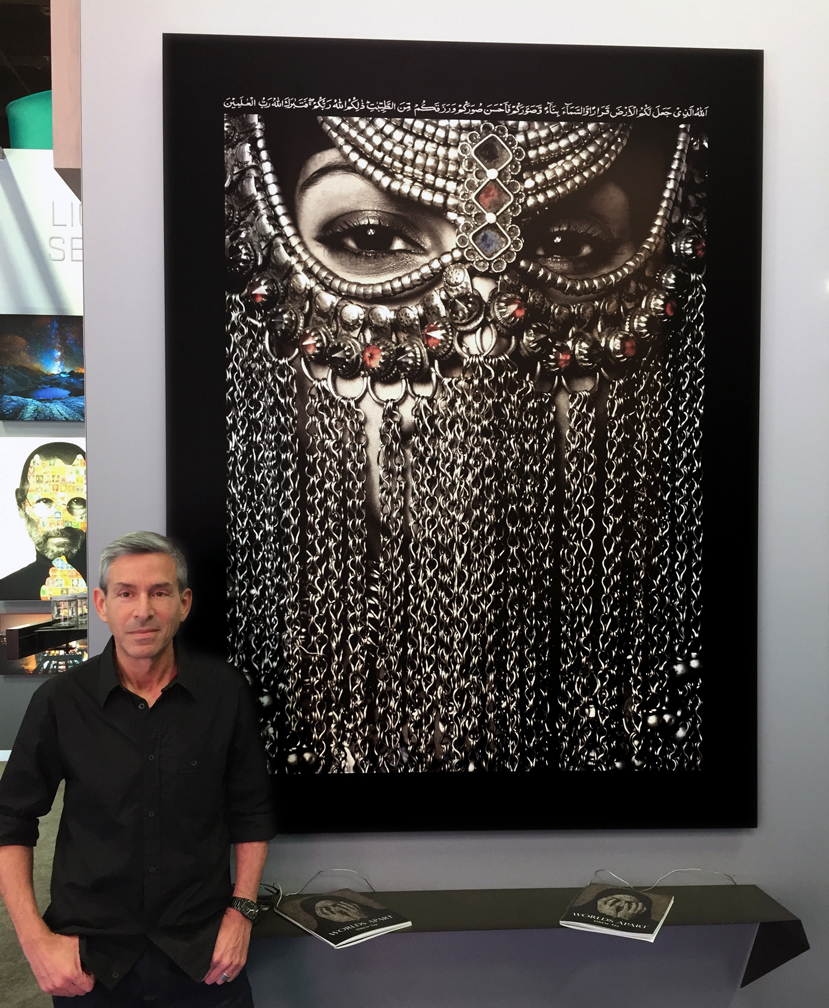
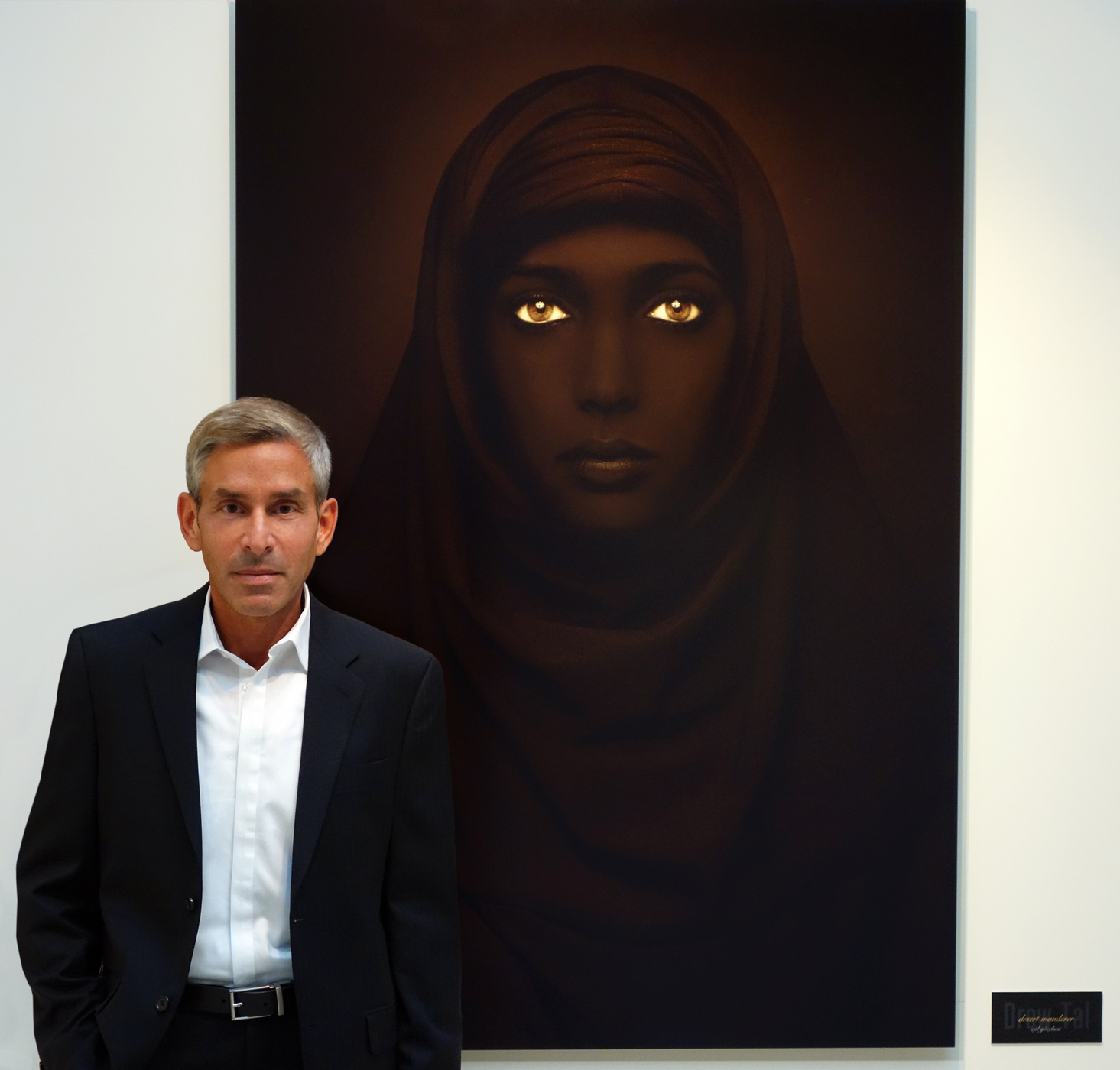

## وصلات خارجية
- الموقع الرسمي